# Мазо Гранде (Болцано)
Мазо Гранде је насеље у Италији у округу Болцано, региону Трентино-Јужни Тирол.
Према процени из 2011. у насељу је живело 10 становника. Насеље се налази на надморској висини од 1197 м.